# Bohan
Bohan is een dorp in de Belgische provincie Namen en een deelgemeente van Vresse-sur-Semois. Bohan ligt tegen de Franse grens aan een meander van de Semois, die via Bohan België uitstroomt. Het is de enige plaats in België waar men Champenois, de streektaal van de Champagne, spreekt; de rest van de provincie is Waalstalig.

## Demografische ontwikkeling
- Bronnen:NIS, Opm:1831 tot en met 1970=volkstellingen, 1976= inwoneraantal op 31 december

## Bezienswaardigheden
- De Sint-Leodegariuskerk dateert uit 1760
- In Bohan kwamen vroeger tabaksteelt en spijker-fabricage voor. Enkele oude droogschuren en "factures des clous" herinneren daar nog aan.
- Het voormalig vakantiepark Les Dolimarts
- De kapel waar Maria aan twee mensen zou verschenen zijn, onder wie Leon Theunis.

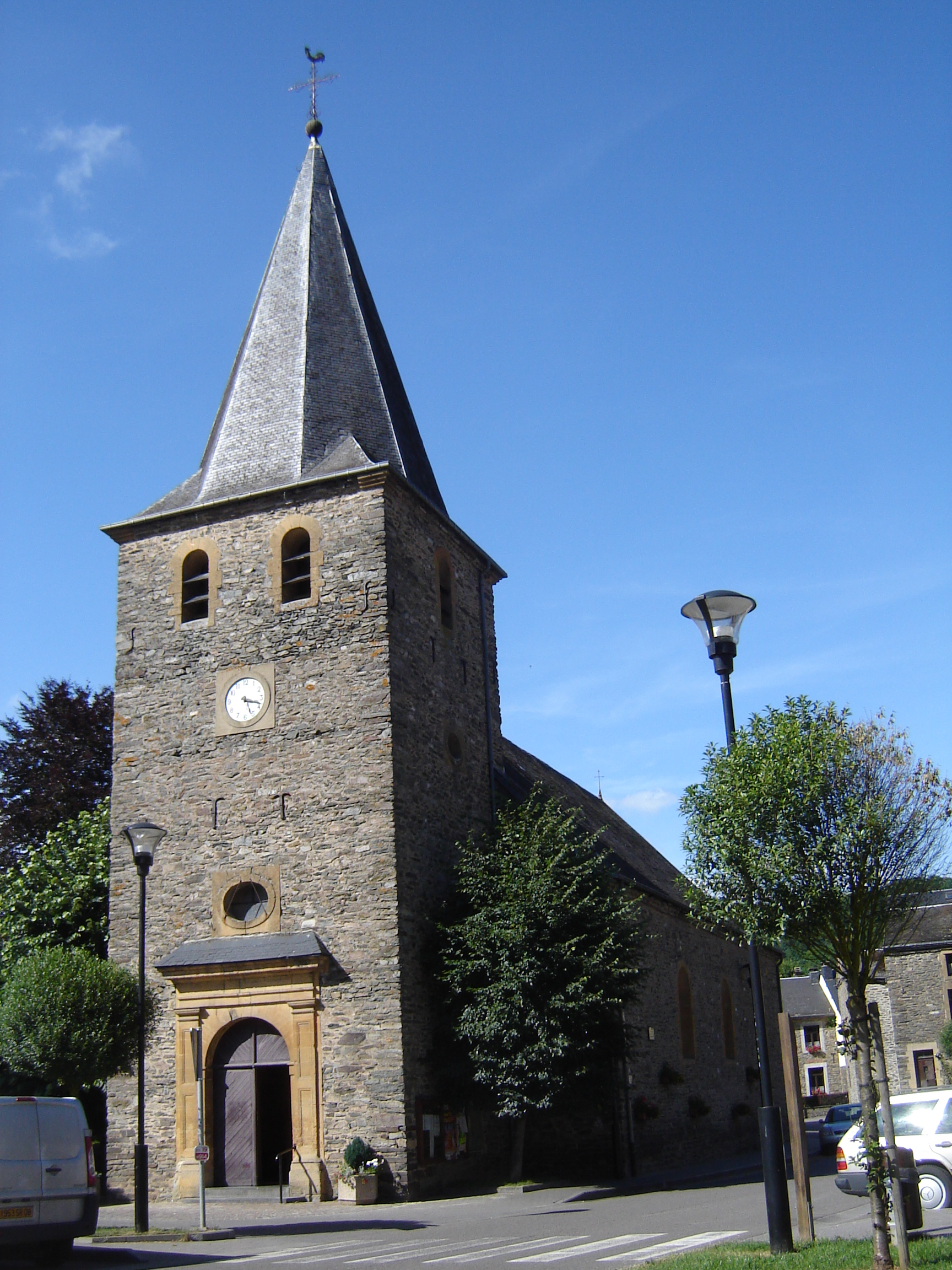
Église Saint-Léger
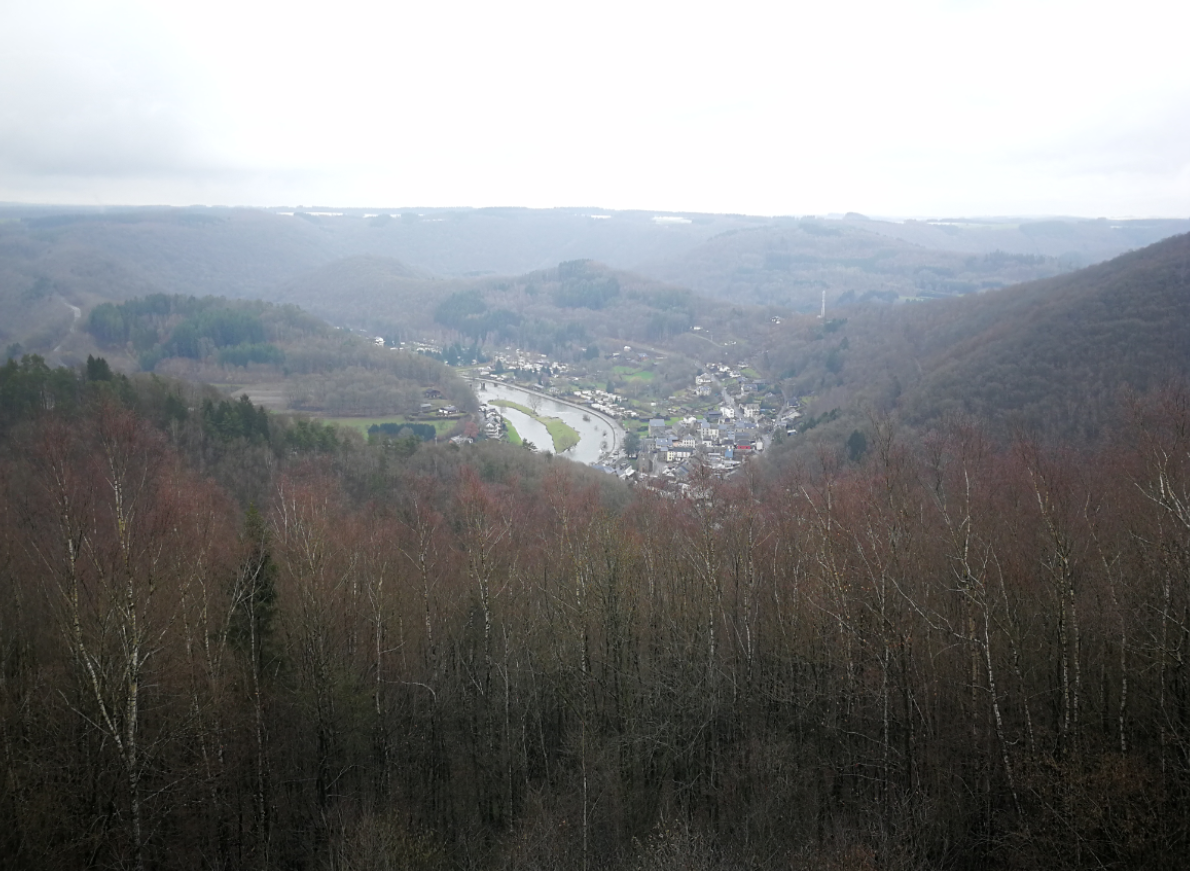
Gezicht op Bohan en Semois
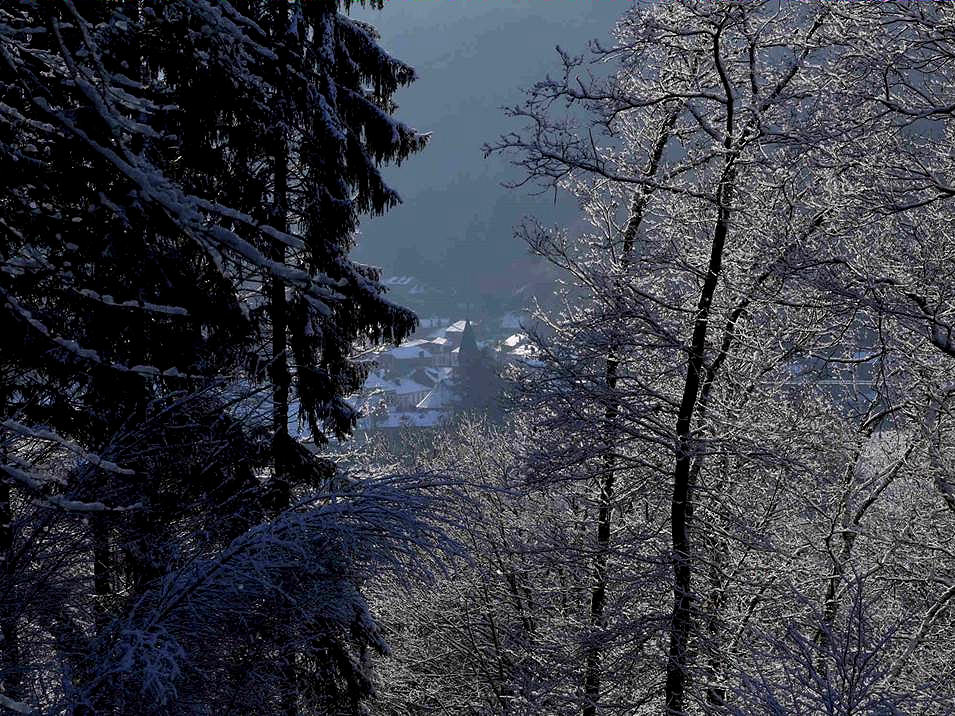

Deelgemeenten: Alle · Bagimont · Bohan · Chairière · Laforêt · Membre · Mouzaive · Nafraiture · Orchimont · Pussemange · Sugny · Vresse

Overige kern: Hérisson

Belgische gemeenten · arrondissement Dinant · provincie Namen · Wallonië